# Divizia A 1909-10
A temporada 1909-10 é a 1ª edição da Divizia A que começou em 1909 e terminou em 1910. O Olympia Bucureşti foi o campeão conquistando pela 1ª vez o título nacional.

## Classificação
| Pos | Equipe                 | J | V | E | D | GP | GC | S  | Pts |
| --- | ---------------------- | - | - | - | - | -- | -- | -- | --- |
| 1   | CS Olympia Bucureşti   | 1 | 1 | 0 | 0 | 2  | 1  | +1 | 2   |
| 2   | Colentina AC Bucureşti | 2 | 1 | 0 | 1 | 3  | 2  | +1 | 2   |
| 3   | United AC Ploieşti     | 1 | 0 | 0 | 1 | 0  | 2  | -2 | 0   |

## Campeão
| Divizia A 1909-10             |
| ----------------------------- |
| Olympia Bucureşti (1º título) |